# OCO-2
Orbiting Carbon Observatory-2 (OCO-2) – sztuczny satelita agencji NASA, który mierzy ilość ditlenku węgla w ziemskiej atmosferze. Wyniesienie statku na orbitę nastąpiło 2 lipca 2014. OCO-2 wchodzi w skład konstelacji satelitów obserwacji Ziemi A-Train.

## Historia
OCO-2 zastąpił niedoszłego satelitę OCO, który został wystrzelony 24 lutego 2009 z kosmodromu Vandenberg, o godz. 09:55:30 UTC. Na skutek nieodłączenia się osłony aerodynamicznej, rakieta nośna Taurus-XL nie osiągnęła prędkości wymaganej do wejścia na orbitę. Lotem balistycznym satelita OCO i ostatni człon rakiety nośnej spadły i rozbiły się o powierzchnię oceanu w pobliżu Antarktyki. Trzy dni po nieudanym starcie, zespół naukowy OCO wystąpił do NASA z propozycją zbudowania i wyniesienia na orbitę bliźniaczego egzemplarza satelity. OCO-2 został wyniesiony na pokładzie rakiety Delta II.
Wykorzystując części zapasowe OCO-2, zbudowano podobne urządzenie, nazwane OCO-3, które wyniesiono w kosmos 4 maja 2019 r., zainstalowano na japońskim module eksperymentalnym na Międzynarodowej Stacji Kosmicznej. Możliwości pomiarowe OCO-3 są podobne do OCO-2, ale z pewnymi modyfikacjami wynikającymi głównie z innej orbity. Dodano obracane w dwóch osiach lustro, które pozwoli na celowanie w wybrane obszary i skanowanie obszaru 100×100 km. Dodano także kamerę o rozdzielczości 100 m.

## Orbita
OCO-2 lata na biegunowej (Inklinacja = 98,2°), synchronicznej ze Słońcem orbicie, o okresie 98,8 minuty, na wysokości 705 km. W ciągu 16 dni (233 obiegi) satelita znajduje się nad tym samym miejscem Ziemi. Satelita przekroczy równik około godziny 13:35 czasu lokalnego. Takie położenie jest bardzo dobre do obserwacji, przez wykorzystujące światło słoneczne odbite od powierzchni Ziemi. Ponadto, pomiary XCO2 przeprowadzone o tej porze dnia są zwykle bliskie ich średniej dziennej wartości. Koordynacja orbity z innymi satelitami naukowymi w układzie A-Train (Pociąg A) ułatwia integrację obserwacji OCO-2 z obserwacjami instrumentów latających na innych satelitach tego zestawu np. Aqua i Aura, pobierającymi informacje o temperaturze, wilgotności, obserwacje koloru chmury, aerozolu i oceanu.

## Przyrządy pomiarowe
Celem naukowym projektu OCO-2 jest zebranie pomiarów umożliwiających określenie ilości CO
2 w tzw kolumnie powierza i obliczenie stężenia molowego CO2 w suchym powietrzu, oznaczanym jako XCO2, z precyzją, rozdzielczością i pokryciem umożliwiającym określenie powierzchniowych źródeł i pochłaniaczy CO
2 w skalach regionalnych (mniej niż 1000 km) oraz ich zmienność w cyklu sezonowym.
Spektrometry OCO-2 mierzą światło słoneczne odbite od powierzchni Ziemi, pomiar wykonywany jest dla promieniowania podczerwonego, w zakresie tym Ziemia nie emituje promieniowania cieplnego. Promienie, które wpadają do spektrometrów, dwukrotnie przebiegły przez atmosferę, raz podczas biegu ze Słońca na Ziemię, a następnie po odbiciu od powierzchni Ziemi ponownie podczas biegu do przyrządu OCO-2. Cząsteczki dwutlenku węgla i tlenu cząsteczkowego w atmosferze pochłaniają energię świetlną o dokładnie określonych długościach fal. Tak więc światło docierające do instrumentu OCO-2 będzie miało zmniejszone natężenie w tych charakterystycznych długościach fal. Do utworzenia spektrum fal wykorzystuje się precyzyjne odbiciowe siatki dyfrakcyjne. Pomiary OCO-2 muszą być bardzo dokładne. Aby wyeliminować energię z innych źródeł, które generowałyby błędy pomiaru, detektory światła i ich otoczenie jest utrzymywane w temperaturze -120 ° C przez urządzenie kriogeniczne.
Do określenia stężenia CO
2 w słupie powietrza wykorzystuje się pomiar w trzech stosunkowo wąskich i znacznie oddalonych od siebie pasmach podczerwieni. Jedno pasmo spektralne leży w zakresie pochłaniania przez tlen (pasmo A 0,765 µm), a dwa pasma w zakresie pochłaniania przez dwutlenek węgla, (pasmo słabe 1,61 µm, pasmo silne 2,06 µm). Stężenie tlenu cząsteczkowego w atmosferze jest stałe i jednakowe, na podstawie pochłaniania w paśmie tlenu określa się ilość powietrza na drodze promienia docierającego do przyrządu, a także występowanie chmur, smogu i innych czynników zakłócających. Wyniki uzyskane z dwóch pasm pochłaniania CO
2 umożliwiają oszacowanie wysokości, na której występuje zwiększone stężenie CO
2.
Uzyskany przez spektrometry widma są rejestrowane przez matryce FTA o rozdzielczości 1024 × 1024 pikseli. W trybie pracy, matryce są odczytywane z częstotliwością 3 Hz, tylko z części matrycy, a dane z sąsiednich pikseli są łączone, tak że z jednego odczytu z matrycy uzyskuje się 8 widm.
Dla urządzenia pomiarowego przewidziano 3 tryby pomiarów:
Tryb pionowy (Nadir mode)
W trybie tym instrumenty skierowane są pionowo w dół. Tryb ten zapewnia obserwację powierzchni Ziemi na szerokości geograficznej do 85° i nad powierzchnią lądu. Ale odbicie od wody w tym kierunku jest słabe i nie zapewnia dokładnych pomiarów.
Tryb odblasku (Glint mode)
Przyrządy skierowane są w kierunku maksymalnego odbicia promieni słonecznych od wody, kierunek ten jest skierowany w stronę równika. Tryb ten zapewnia dokładne pomiary nad wodą ale im dalej od równika znajduje się satelita tym kierunek jest bardziej skierowany do równika, co ogranicza zakres pomiarów do szerokości geograficznej około 75°.
Tryb celu (Target mode)
Przyrządy skierowane są stale na jeden punkt na powierzchni Ziemi, gdy satelita przechodzi nad danym punktem (maksymalny czas przejścia do 9 minut). Tryb ten umożliwia zbieranie dużej liczby pomiarów w jednym miejscu. Tryb ten jest stosowany, w celu kalibracji algorytmów obliczających stężenie CO
2, i jest stosowany gdy satelita przelatuje nad naziemnymi stacjami pomiaru CO2 z powierzchni Ziemi.
OCO-2 przełącza się z trybów Nadir na Glint w naprzemiennych 16-dniowych cyklach powtarzania naziemnych ścieżek, dzięki czemu cała Ziemia jest mapowana w każdym trybie na mniej więcej raz na miesiąc.